# Tractor M6
El Tractor de Alta Velocidad M6 fue un tractor de artillería fabricado por la Allis-Chalmers y empleado por el Ejército de los Estados Unidos durante la Segunda Guerra Mundial para remolcar piezas de artillería pesada como los obuses M115 de 203 mm y el M1 de 240 mm. Su número de catálogo era (G-184).  

## Historia

### Trasfondo
Aunque a fines de la década de 1930 el Ejército estadounidense no tenía una política de mecanización clara, el éxito de la táctica  Blitzkrieg en 1939-1940 puso de relieve la necesidad de vehículos motorizados para maniobras tácticas y estratégicas, lo que significaba que la artillería remolcada tendría que moverse a una velocidad similar a la de los vehículos blindados de combate.
Para lograr esto, se ideó una serie de "tractores de alta velocidad", los cuales remolcarían las distintas piezas de artillería existentes (o ideadas) en el inventario del Ejército estadounidense. La "alta" velocidad era considerada en comparación a la artillería tirada por caballos antes que a la obtenida por vehículos sobre ruedas o tractocamiones pesados. Los modelos considerados en la serie incluían: 7 toneladas, 18 toneladas, 13 toneladas y 38 toneladas.

## Descripción
Destinado para remolcar piezas de artillería pesada como el Obús M1 240 mm y el Obus M115 de 203 mm , el M6 era más grande y pesado que el M4, aunque tenían una disposición similar. Las principales diferencias entre ambos abarcaban las siguientes áreas:
- Tren de rodaje (6 ruedas en el M6, en lugar de las 4 del M4)
- Dimensiones
- Peso
- Capacidad de remolque
- Motor

Era propulsado por dos motores Waukesha 145GZ, de 6 cilindros en línea y a gasolina, con una potencia de 190 cv a 2.100 rpm y una cilidrada de 13.400 cm³ cada uno. Su tren de rodaje consistía en ruedas con llantas de caucho a cada lado, con las ruedas impulsoras al frente y grandes ruedas tensoras atrás; una disposición similar a la empleada en el tanque ligero M3 Stuart y más tarde en el Tractor M4. 

## Historial de combate

### Frente europeo
El tractor M6 fue empleado en el Frente europeo solo en los últimos meses de la Segunda Guerra Mundial.
Mientras tanto, el movimiento de piezas de artillería de gran calibre era efectuado por vehículos basados en cascos de tanques existentes, entre estos:
- Tractor pesado T16, basado en el tanque M3A5. No pasó de la etapa de prototipo, ya que el motor ubicado en la parte posterior imposibilitaba transportar una carga mínima de municiones.
- Tractor pesado M33, basado en el vehículo de ingenieros M31, que a su vez estaba basado en el tanque medio M3 Lee.
- Tractor pesado M34, basado en el vehículo de ingenieros M32B1, que a su vez estaba basado en el tanque medio M4 Sherman.
- Tractor pesado M35, basado en el M10 Wolverine.

### Frente del Pacífico
El empleo de este tractor en el Frente del Pacífico parece haber estado limitado a entrenamiento en Oahu, Hawái.[cita requerida]

### Posguerra
En la guerra de Corea no se empleó artillería que necesitase ser remolcada por estos tractores.[cita requerida]
Algunos vehículos fueron vendidos a Israel después de ser reempazados por artillería autopropulsada.[cita requerida]

## Ejemplares sobrevivientes
Un M6 en el Museo Liberty Park de Overloon, Países Bajos.

## Galería de imágenes

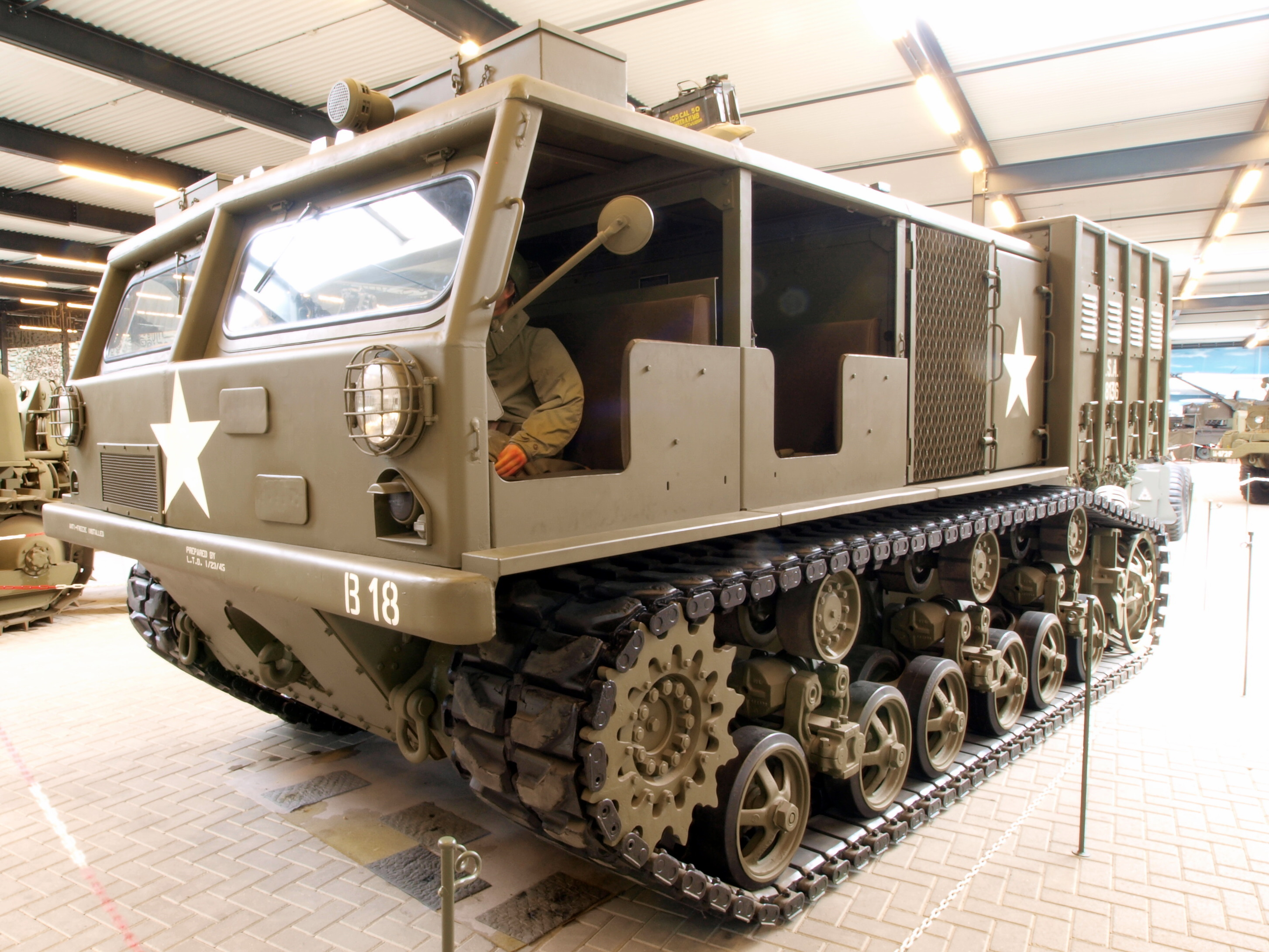
El M6 de Overloon.
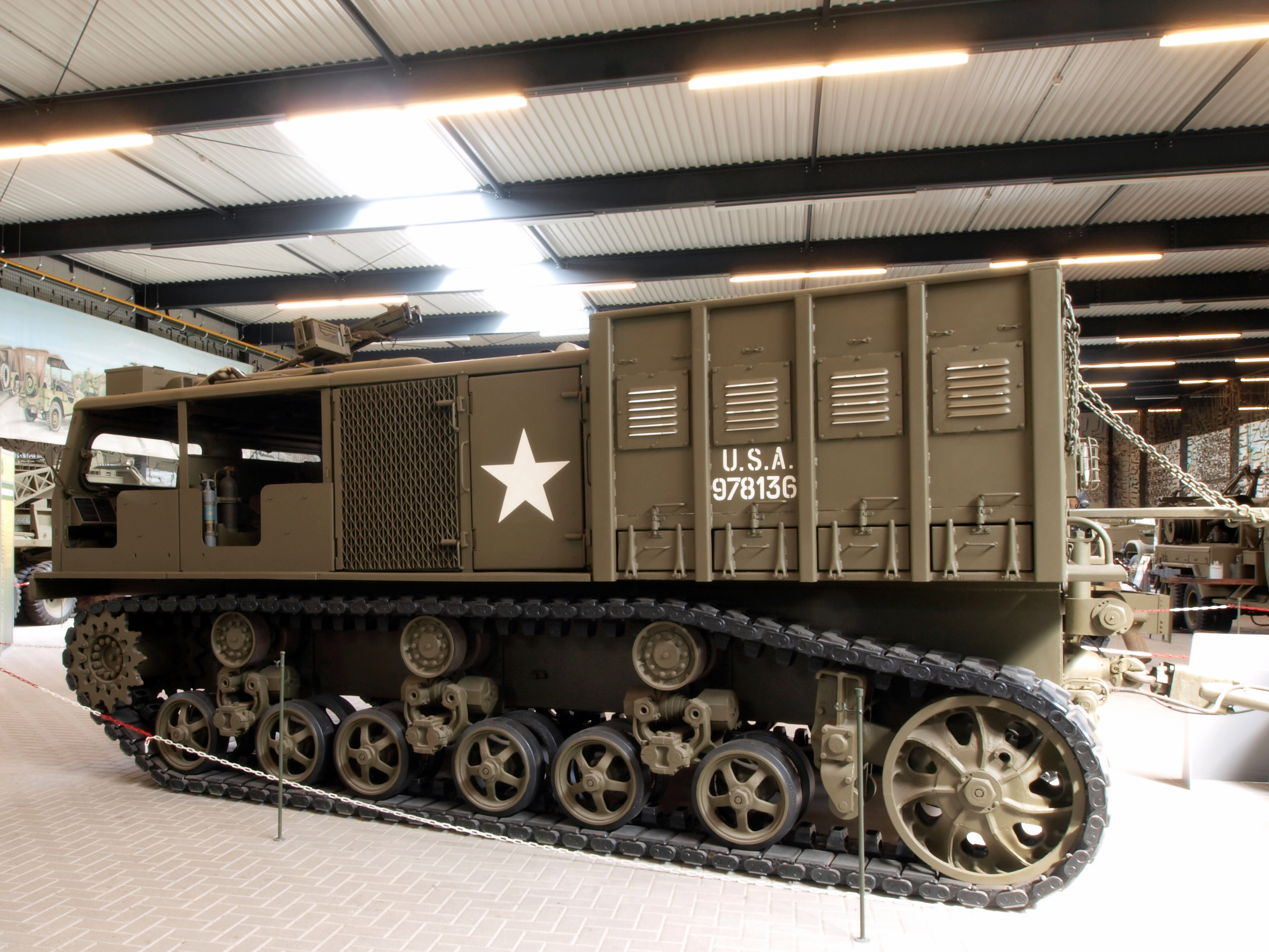
Vista lateral.
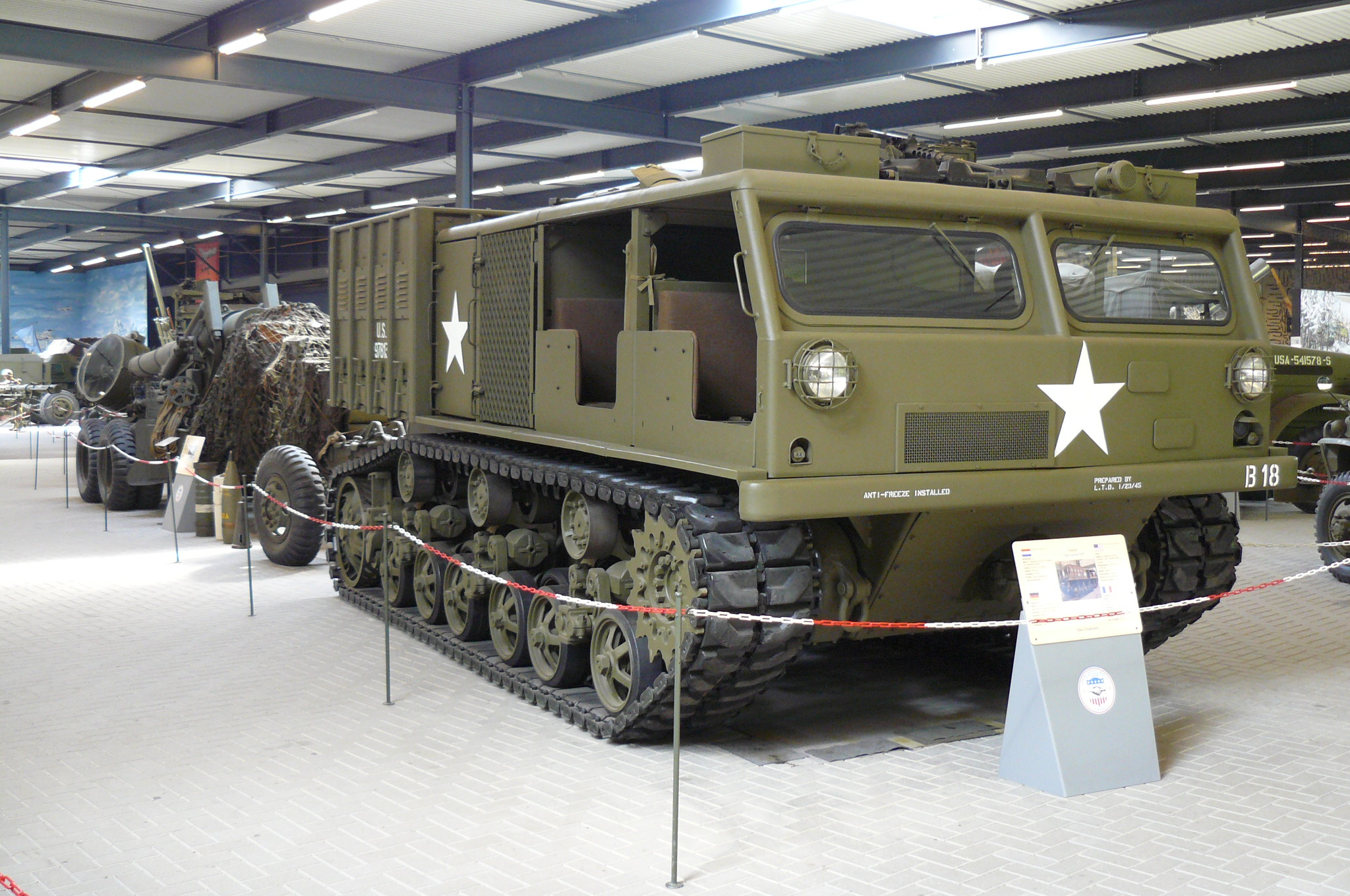
Vista frontal.
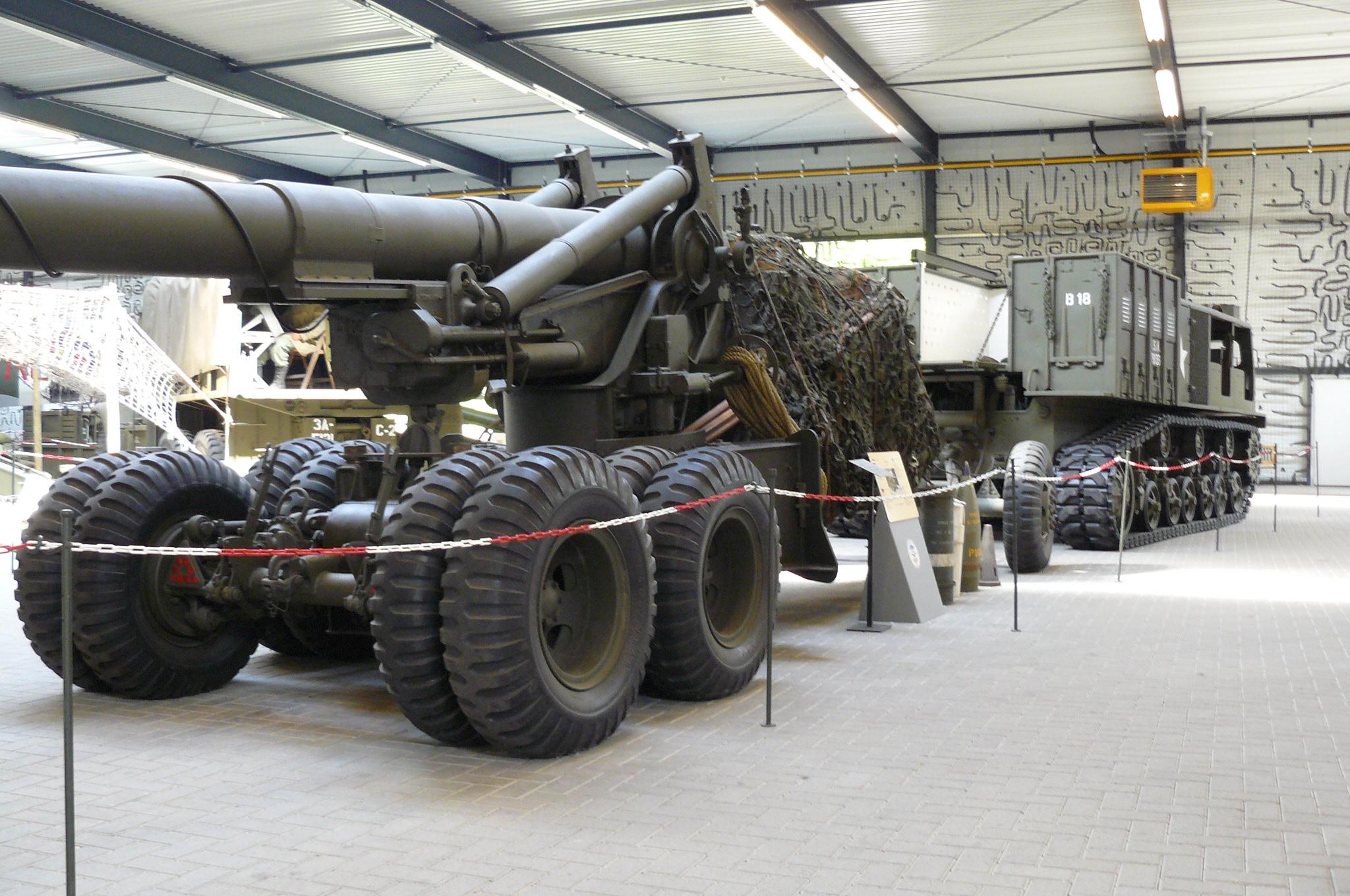
Vista posterior, remolcando un cañón M1 203 mm.